# Best (Holandia)
Best – miasto i gmina w prowincji Brabancja Północna w Holandii. W 2014 roku populacja wyniosła 28 594 mieszkańców. Terytorium gminy należało dawniej do Oirschot, ale od 1819 roku tworzy samodzielną gminą. Oprócz Best do gminy wchodzi jeszcze przysiółki: Arlon, Batadorp, Vleut 
Przez gminę przechodzą autostrady A2 i A58 oraz droga prowincjonalna N620.
W Best znajduje się neogotycki kościół Sint-Odulphuskerk zbudowany między 1880 a 1886 rokiem. W 1980 roku otworzono za kościołem ogród botaniczny Odulphushof.